# Ассерхольт, Йенни
Йенни Ассерхольт (швед. Jenni Asserholt; полное имя — Йенни Анна Кристина Ассерхольт (швед. Jenni Anna Christina Asserholt); 8 апреля 1988, Сторо, коммуна Линдесберг, Швеция) — шведская хоккеистка, игравшая на позиции нападающего. Выступала за шведские клубы: «Эребру», «Линчёпинг» и ХВ71. Игрок национальной сборной Швеции, в составе которой сыграла более 200 матчей. Исполняла обязанности капитана в сборной, «Линчёпинге» и ХВ71. Серебряный призёр хоккейного турнира зимних Олимпийских игр 2006. Двукратный бронзовый призёр чемпионатов мира (2005 и 2007). Двукратная чемпионка Швеции (2014 и 2015). Признана лучшей хоккеисткой Швеции 2014 года. В настоящее время работает физиотерапевтом в клубе ХВ71.

## Биография

### Ранние годы. Две Олимпиады
Йенни Ассерхольт родилась в Сторо, коммуна Линдесберг. У неё двое братьев — Янне и Юрген. В возрасте 6-ти лет Йенни начала заниматься хоккеем в команде «Гулдсмедсхютте». Она продолжительное время играла исключительно с мальчиками. С 2001 года Ассерхольт начала выступать в женской команде «Эребру». В сезоне 2003/04 Йенни впервые сыграла в сборной Швеции. По ходу чемпионата она вызывалась в сборную Эребру, став третьей девушкой в истории, принявшей участие в национальном юношеском турнире TV-Pucken. В конце марта 2004 года Ассерхольт сыграла на своём первом чемпионате мира. Шведки играли в матче за 3-е место, где проиграли сборной Финляндии со счётом 2:3. В 2004 году Йенни проходила курс лечения против астмы, которая вызывала одышку; она была признана здоровой в 2011 году, но у Ассерхольт осталась повышенная чувствительность к холодному воздуху, особенно на хоккейных площадках. В сезоне 2004/05 стала основным игроком сборной Швеции. Она сыграла на домашнем чемпионате мира 2005, на котором шведки впервые завоевали медали мировых первенств. В следующем сезоне Ассерхольт принимала участия в юниорской команде «Эребру» (до 18 лет). Она сумела достигнуть наивысшего результата в женском чемпионате Швеции, вместе с командой завоевав бронзовые медали. Йенни вошла в окончательный состав сборной для участия на зимних Олимпийских игр 2006. На Олимпиаде шведки сотворили главную сенсацию женского хоккея, завоевав серебряные медали. В сезоне 2006/07 Ассерхольт играла за «Эребру» (до 20 лет) в элитном дивизионе молодёжного чемпионата Швеции. Она сыграла на чемпионате мира 2007 и помогла сборной выиграть вторую бронзовую медаль.
В 2007 году была образована новая лига — Рикссериен, ставшая главным дивизионом чемпионата Швеции. Ассерхольт покинула «Эребру» и перешла в клуб «Линчёпинг». В новой команде она не демонстрировала результативную игру, став одним из худших игроков по показателю полезности — «−4». В апреле Йенни сыграла на чемпионате мира 2008, где впервые исполняла обязанности ассистента капитана в сборной. В 2008 году Ассерхольт поступила в Университет Миннесоты-Дулут. Она играла за студенческую команду «Миннесота-Дулут Бульдогз» вместе с партнёршами по шведской сборной Элин Хольмлёв и Ким Мартин. Ассерхольт сыграла в 34-х матчах Национальной ассоциации студенческого спорта (NCAA), набрав 10 (2+8) очков. Она выступала на чемпионате мира 2009, впервые в карьере не отметившись результативными действиями на крупном международном турнире. В сезоне 2009/10 Йенни приняла призыв главного тренера сборной Швеции Петера Эландера и взяла годовой перерыв в учёбе для подготовки к зимним Олимпийским играм 2010. Она вернулась в «Линчёпинг», но большую часть времени проводила в расположении национальной команды. Ассерхольт сыграла на олимпийском турнире в Ванкувере, отметившись одной заброшенной шайбой. Шведки играли в матче за 3-е место, где проиграли сборной Финляндии в овертайме со счётом 2:3.

### Капитан в клубе и сборной. Завершение игровой карьеры
Перед сезоном 2010/11 Ассерхольт, в отличие от большинства игроков сборной, не вернулась в университет, а продолжила играть в Рикссериен. По итогам чемпионата Швеции она вместе с «Линчёпингом» впервые выиграла бронзовую медаль, победив в очном матче МОДО — 4:2. С сезона 2011/12 результативность Йенни значительно возросла: она впервые набирала в среднем более одного очка за матч в Рикссериен. На чемпионате мира 2012 Ассерхольт набрала наибольшее количество результативных баллов на крупных международных турнирах в карьере — 7. Вместе с Элин Хольмлёв она стала лучшим бомбардиром шведской сборной на мировом первенстве. В следующем году, после завершения карьеры Ханны Даль, Ассерхольт была выбрана капитаном «Линчёпинга». Во время олимпийского сезона Йенни добилась наивысших успехов в карьере. Она помогла «Линчёпингу» выиграть чемпионат Швеции, впервые за 40-летнюю историю клуба. На гала-концерте в Линчёпинге Йенни была названа лучшей спортсменкой города в 2014 году. Ассерхольт сыграла на зимних Олимпийских играх 2014, где впервые исполняла обязанности капитана национальной сборной. Шведки боролись за бронзовые медали, но проиграли в матче за 3-е место сборной Швейцарии. Шведская хоккейная ассоциации в сотрудничестве со спортивными журналистами признали Ассерхольт лучшей хоккеисткой 2014 года.
В сезоне 2014/15 Ассерхольт стала лучшей в лиге по количеству заброшенных шайб в меньшинстве. Вместе с «Линчёпингом» она второй раз подряд выиграла национальный чемпионат. По окончании сезона Йенни перешла клуб ХВ71, вышедший в Рикссериен из первого дивизиона. В регулярном чемпионате она стала вторым бомбардиром новой команды, набрав 26 (15+11) балла за результативность в 22-х матчах. В апреле 2016 года Йенни сыграла на своё десятом чемпионате мира. После завершения турнира Ассерхольт объявила о завершении карьеры в сборной. Причиной завершения международной карьеры стал конфликт с главным тренером национальной команды Лейфом Боорком, который подвергал постоянной критике вес хоккеистки. Перед сезоном 2016/17 она была назначена капитаном ХВ71. Вместе с командой Ассерхольт играла в финале чемпионата Швеции, где проиграли «Юргордену» в серии 0:2. В сезоне 2017/18 Ассерхольт была в заявке ХВ71 на сезон, но не сыграла ни одного матча в чемпионате из-за рождения ребёнка. В 2018 году Йенни возобновила выступление за клуб. Она сыграла в 17-ти играх сезона, заработав 12 (2+10) результативных балла. По окончании сезона Ассерхольт объявила о завершении своей игровой карьеры. С сезона 2020/21 она работает физиотерапевтом в клубе ХВ71, в женской и молодёжной команде до 20 лет.

## Стиль игры
Йенни Ассерхольт являлась трудолюбивым нападающим. Она отличалась стабильно высоким уровнем подготовки. Ассерхольт проявляла свои лидерские качества на льду и в раздевалке.

## Личная жизнь
Ассерхольт встречалась с парнем по имени Рикард. Позже она вышла замуж за американца Лукаса Фрея, который являлся тренером женской команды ХВ71. У них есть дочь Зои.

## Статистика
| Легенда | Легенда                    | Легенда | Легенда                   | Легенда | Легенда    |
| ------- | -------------------------- | ------- | ------------------------- | ------- | ---------- |
| И       | Количество проведённых игр | Штр     | Штрафное время            | +/−     | Плюс-минус |
| Г       | Голы                       | П       | Голевые передачи          | О       | Очки       |
| -       | Статистика неизвестна      | —       | Статистика не учитывалась |         |            |

### Международная
По данным: Eurohockey.com и Eliteprospects.com

## Достижения
| Год           | Команда   | Достижение                             | Достижение |
| ------------- | --------- | -------------------------------------- | ---------- |
| Клубные       |           |                                        |            |
| 2006          | Эребру    | Бронзовый призёр чемпионата Швеции (2) |            |
| 2011          | Линчёпинг | Бронзовый призёр чемпионата Швеции (2) |            |
| 2014, 2015    | Линчёпинг | Чемпионка Швеции (2)                   |            |
| 2017          | ХВ71      | Серебряный призёр чемпионата Швеции    |            |
| Международные |           |                                        |            |
| 2005, 2007    | Швеция    | Бронзовый призёр чемпионата мира (2)   |            |
| 2006          | Швеция    | Серебряный призёр Олимпийских игр      |            |

| Год  | Команда   | Достижение                   | Достижение |
| ---- | --------- | ---------------------------- | ---------- |
| 2012 | Линчёпинг | Лучший нападающий Рикссериен |            |

| Год  | Достижение                    | Достижение |
| ---- | ----------------------------- | ---------- |
| 2014 | Лучшая хоккеистка Швеции      |            |
| 2014 | Лучшая спортсменка Линчёпинга |            |

- По данным Eliteprospects.com.